# Łosienice
Łosienice – dawna wieś w Polsce, w województwie pomorskim, w powiecie kartuskim, w gminie Stężyca.
1 stycznia 2024 nazwa miejscowości została zniesiona. Wcześniejsze części wsi stały się miejscowościami podstawowymi.
Wieś była siedzibą sołectwa Łosienice. 
| SIMC    | Nazwa           | Rodzaj                 |
| ------- | --------------- | ---------------------- |
| 0173893 | Dąbrowa         | część wsi (do 2022 r.) |
| 0173901 | Nowe Łosienice  | część wsi (do 2022 r.) |
| 0173918 | Nowy Ostrów     | część wsi (do 2023 r.) |
| 0173924 | Stare Łosienice | część wsi (do 2023 r.) |

W latach 1975–1998 miejscowość administracyjnie należała do województwa gdańskiego.
31 grudnia 2014 r. wieś miała 301 stałych mieszkańców.